# Misantropia
Misantropia is het eerste muziekalbum van Runes Order dan nog werkend onder de naam Order 1968. Misantropia werd in 1988 op muziekcassette uitgebracht, want de belangstelling voor deze intens droevige muziek en de stroming waarin dit geschreven werd, was toen onvoldoende populair om een rendabele compact discverkoop te verkrijgen. De stroming is experimentele elektronische muziek vermengd met de stijl (holle klanken) van Joy Division. Er is geen tot nauwelijks ritme of maat te herkennen. De sfeer is eenzaam en verlaten.
Het album is door Claudio Dondo (enig lid van de bands) opgenomen in Genua. In 2003 verscheen een cd-r van de oorspronkelijke opnamen. Runes Order had toen (haar) relatieve piek in bekendheid. Er werden 100 cd-r’s aangemaakt. 
Misantropia is een verwijzing naar misantroop.

## Musici
- Claudio Dondo – speelgoedpiano, gitaar, cornet, klokken, samples en allerlei andere objecten waaraan klanken onttrokken kunnen worden.
- Roberto Drago - samples

## Muziek
| Nr. | Titel         | Duur |
| --- | ------------- | ---- |
| 1.  | Misantropia 1 | 6:56 |
| 2.  | Misantropia 2 | 3;14 |
| 3.  | Misantropia 3 | 4:09 |
| 4.  | Misantropia 4 | 4:35 |
| 5.  | Misantropia 5 | 5:57 |
| 6.  | Misantropia 6 | 6;26 |
| 7.  | Misantropia 7 | 3:30 |
| 8.  | Misantropia 8 | 2:59 |